# 1276

## Události
- 21. ledna – Inocenc V., se stává papežem
- 26. listopad – Přemysl Otakar II. skládá přísahu věrnosti římskému králi Rudolfovi Habsburskému a odevzdává praporce pěti lén Čechy, Morava, Štýrsko, Rakousy, Korutany. Rudolf mu vrací pouze dva – praporce Čech a Moravy – Přemysl tak přichází o všechny alpské země a Chebsko. Je zproštěn říšské klatby.
- první písemná zmínka o obci Nezamyslice

## Narození
- 3. května – Ludvík z Évreux, třetí syn francouzského krále Filipa III. a jeho druhé manželky Marie Brabantské († 19. května 1319)
- 29. září – Kryštof II. Dánský, dánský král († 2. srpna 1332)
- 4. října – Markéta Brabantská, císařovna jako manželka Jindřicha VII. († 14. prosince 1311)
- ? – Anežka Bavorská, braniborská a landsberská markraběnka († 1345)

## Úmrtí
- 10. ledna – Řehoř X., papež (* asi 210)
- 22. června – Inocenc V., papež (* asi 1225)
- 27. července – Jakub I. Aragonský, aragonský král, král Mallorky a Valencie (* 22. února 1208)
- 18. srpna – Hadrián V., papež (* asi 1205)

## Hlava státu
- České království – Přemysl Otakar II.
- Svatá říše římská – Rudolf I. Habsburský – Alfons X. Kastilský
- Papež – Řehoř X. / Inocenc V. / Hadrián V. / Jan XXI.
- Anglické království – Eduard I.
- Francouzské království – Filip III.
- Polské knížectví – Boleslav V. Stydlivý
- Uherské království – Ladislav IV. Kumán
- Kastilie – Alfons X. Kastilský
- Aragonské království – Jakub I. Dobyvatel
- Portugalské království – Alfons III.
- Byzantská říše – Michael VIII. Palaiologos
- Švédsko – Magnus I.
- Dánsko – Erik V. Dánský
- Norsko – Magnus VI.